# Аніш-Ахпердіно
Ані́ш-Ахпе́рдіно (рос. Аниш-Ахпердино, чув. Çĕнĕ Ахпӳрт) — присілок у складі Канаського району Чувашії, Росія. Входить до складу Шакуловського сільського поселення.
Населення — 414 осіб (2010; 590 у 2002).
Національний склад:
- чуваші — 99 %